# Torneio Rio-São Paulo de 1934
O Torneio Rio-São Paulo de 1934 seria a segunda edição do Torneio Rio–São Paulo. Entretanto, esta edição se encerrou ainda na fase classificatória devido a disputas políticas, com clubes trocando de federações, em meio ao processo de profissionalização do futebol no Brasil.

## História
Para a edição de 1934, as ligas de futebol de São Paulo e do Rio de Janeiro decidiram organizar o Torneio Rio-São Paulo dividido em duas etapas: fase classificatória e fase final.

### Fase classificatória
Composta pelos seguintes grupos:
- Grupo do Rio de Janeiro (também chamado de "Torneio Extra").

- Grupo de São Paulo (também chamado de "Torneio Extra" ou "Torneio dos Cinco Clubes").

### Fase final
A fase final — o torneio propriamente dito — estava inicialmente programada para ser disputada, no formato eliminatório ("mata-mata") pelos três primeiros colocados de cada grupo classificatório. Logo no início da fase classificatória, porém, Palestra Itália e Vasco da Gama alegaram que, na condição de campeões estaduais de 1934, deveriam estar automaticamente classificados para a fase final e, consequentemente, dispensados de competir a fase classificatória.
Já com a disputa em andamento, a liga do Rio de Janeiro cedeu a reivindicação e decidiu que o Vasco da Gama seria um dos representantes cariocas na fase final. Por outro lado, a liga de São Paulo manteve a obrigatoriedade de o Palestra Itália disputar a fase classificatória.
Embora a entidade nacional oficialmente reconhecida pela FIFA fosse a Confederação Brasileira de Desportos (CBD), que empregava o amadorismo no futebol, os clubes mais poderosos dos dois estados eram filiados as ligas vinculadas à Federação Brasileira de Futebol (FBF), profissional. Por isso, esses clubes não podiam fazer excursões ou disputar torneios amistosos, o que limitava muito as suas atividades. Mas com a CBD começando a cogitar a adoção do profissionalismo e após desavenças locais entre Fluminense, Flamengo e Vasco da Gama, este último terminou por abandonar a Liga Carioca de Futebol (LCF), ligada à FBF e se juntou à Federação Metropolitana de Desportos (FMD), ligada à CBD, sendo seguido por Palestra Itália e Corinthians, que se desligaram da Associação Paulista de Esportes Atléticos (APEA), ligada à FBF e fundaram a Liga Paulista de Futebol (LPF), vinculada à CBD.
Em consequência desses desdobramentos, os torneios classificatórios foram interrompidos e a fase final jamais chegou a ser disputada.